# Święty (polski serial telewizyjny)
Święty – polski serial komediowo-obyczajowy emitowany w latach 2020–2022 początkowo na antenie TV4, a następnie Super Polsatu, produkowany przez ATM Grupę.

## Fabuła
Serial opowiada o scenach z życia mieszkańców podwrocławskiej wsi Uroczysko, gdzie mieści się „Święty Mikołaj” – bar sołtysa Mikołaja Białacha, policjanta (znanego m.in. z serialu Policjantki i policjanci), który choć zrzucił mundur i zajął się prowadzeniem lokalu, nadal nie potrafi przejść obojętnie, kiedy ktoś potrzebuje pomocy. Jego policyjny instynkt wciąż daje o sobie znać i nigdy nie zawodzi.

## Obsada główna
- Mariusz Węgłowski – Mikołaj Białach, sołtys Uroczyska, właściciel baru Święty Mikołaj
- Pamela Płachtij – Małgorzata „Czarna” Czadek, barmanka w barze Mikołaja
- Mariusz Dzyruk – Michał, kucharz w barze Mikołaja
- Sasza Reznikow – dwie role:
  - ksiądz Wincenty Wojtala
  - posterunkowy Janusz Wojtala
- Jolanta Niedźwiecka – Jolanta, gospodyni księdza
- Elżbieta Trzaskoś – posterunkowa Magda Piątkowska
- Wojciech Dąbrowski – sierżant Janusz Żbikowski
- Klaudia Sokołowska – Luiza Kordas, córka Krzysztofa Kordasa
- Michał Milowicz – Krzysztof Kordas, biznesmen, właściciel przetwórni wędlin

Źródło: .

## Emisja w telewizji
Podział odcinków na serie oraz daty emisji za serwisem FilmPolski.pl: .
Uwaga: tabela zawiera daty odnoszące się wyłącznie do pierwszej emisji telewizyjnej; nie uwzględniono w niej ewentualnych prapremier w serwisach internetowych (np. Polsat Box Go).
| Seria | Odcinki      | Pierwsza emisja telewizyjna | Pierwsza emisja telewizyjna | Pierwsza emisja telewizyjna | Pierwsza emisja telewizyjna | Pierwsza emisja telewizyjna | Pierwsza emisja telewizyjna |
| Seria | Odcinki      | Sezon                       | Początek emisji             | Koniec emisji               | Pora emisji                 | Średnia oglądalność         | Stacja telewizyjna          |
| ----- | ------------ | --------------------------- | --------------------------- | --------------------------- | --------------------------- | --------------------------- | --------------------------- |
| 1.    | 1–24 (24)    | wiosna 2020                 | 2 marca 2020                | 9 kwietnia 2020             | poniedziałek–czwartek 20.00 | 1,50 mln                    | TV4                         |
| 2.    | 25–76 (52)   | jesień 2020                 | 31 sierpnia 2020            | 26 listopada 2020           | poniedziałek–czwartek 20.00 | 1,27 mln                    | TV4                         |
| 3.    | 77–128 (52)  | wiosna 2021                 | 1 marca 2021                | 27 maja 2021                | poniedziałek–czwartek 20.00 | 1,01 mln                    | TV4                         |
| 4.    | 129–180 (52) | jesień 2021                 | 30 sierpnia 2021            | 25 listopada 2021           | poniedziałek–czwartek 20.00 | bd.                         | TV4                         |
| 5.    | 181–232 (52) | wiosna 2022                 | 14 marca 2022               | 13 czerwca 2022             | poniedziałek–czwartek 20.00 | bd.                         | Super Polsat                |
| 6.    | 233–284 (52) | jesień 2022                 | 14 września 2022            | 20 grudnia 2022             | poniedziałek–czwartek 20.00 | bd.                         | Super Polsat                |